# Contea di Hood
La contea di Hood in inglese Hood County è una contea dello Stato del Texas, negli Stati Uniti. La popolazione al censimento del 2010 era di 51 182 abitanti. Il capoluogo di contea è Granbury. La contea è stata creata nel 1846 dalla Contea di Johnson. Il suo nome deriva da John Bell Hood (1831–1879), tenente generale confederato e comandante della Hood's Texas Brigade.

## Geografia fisica
| Anno | Popolazione | ±%     |
| ---- | ----------- | ------ |
| 1870 | 2,585       |        |
| 1880 | 6,125       | 136.9% |
| 1890 | 7,614       | 24.3%  |
| 1900 | 9,146       | 20.1%  |
| 1910 | 10,008      | 9.4%   |
| 1920 | 8,759       | −12.5% |
| 1930 | 6,779       | −22.6% |
| 1940 | 6,674       | −1.5%  |
| 1950 | 5,287       | −20.8% |
| 1960 | 5,443       | 3.0%   |
| 1970 | 6,398       | 17.5%  |
| 1980 | 17,714      | 176.9% |
| 1990 | 28,981      | 63.6%  |
| 2000 | 41,100      | 41.8%  |
| 2010 | 51,182      | 24.5%  |

Secondo l'Ufficio del censimento degli Stati Uniti d'America la contea ha un'area totale di 437 miglia quadrate (1130 km²), di cui 421 miglia quadrate (1090 km²) sono terra, mentre 16 miglia quadrate (41 km², corrispondenti al 3,7% del territorio) sono costituiti dall'acqua.

### Strade principali
- U.S. Highway 377
- State Highway 144

### Contee adiacenti
- Contea di Parker (nord)
- Contea di Johnson (est)
- Contea di Somervell (sud)
- Contea di Erath (ovest)
- Contea di Palo Pinto (nord-ovest)

## Media
I media locali includono KDFW-TV, KXAS-TV, WFAA-TV, KTVT-TV, KERA-TV, KTXA-TV, KDFI-TV, KDAF-TV, KFWD-TV, e KDTX-TV. Nella contea sono presenti due giornali, il Hood County Free Press,  e il Hood County News.

## Educazione
I seguenti distretti scolastici sono presenti nella contea:
- Bluff Dale ISD (presenti soprattutto nella Contea di Erath)
- Glen Rose ISD (soprattutto nella Contea di Johnson, in piccola parte nella Contea di Tarrant)
- Granbury ISD (in piccola parte nella contee di Johnson e Parker)
- Lipan ISD (piccola parte nelle contee di Erath, Palo Pinto, e Parker)
- Tolar ISD